# 萊恩·路易斯
萊恩·路易斯（英語：Ryan Lewis，1988年3月25日—），音樂制作人，美國华盛顿州西雅圖人。
本·哈格蒂和萊恩·路易斯于2012年10月9日發布了他們的第一張錄音室專辑「偷拐搶騙」，登上告示牌前二百强專輯榜第二名。單曲“Thrift Shop”已經在YouTube超過10億次瀏覽，2013年曾在美国告示牌百大熱門单曲榜上排名第一，並賣出220萬份銷售量。這是自1994年以來第一次以非主流廠牌的歌曲在告示牌單曲榜上排名第一。随后，他們第二首单曲“Can't Hold Us”同樣登上了單曲榜首位；這讓他們稱為歷史上第一個雙人组合前兩首單曲就在告示牌單曲榜連續登顶。